# Benton Heights
Benton Heights – jednostka osadnicza w Stanach Zjednoczonych, w stanie Michigan, w hrabstwie Berrien.